# John Ffowcs Williams
John (Shôn) Eirwyn Ffowcs Williams (* 25. Mai 1935 in Wales; † 12. Dezember 2020) war ein britischer Ingenieurwissenschaftler. Besondere Bekanntheit erlangte er auf dem Gebiet der Aeroakustik, u. a. durch die zusammen mit einem seiner Studenten, David L. Hawkings, formulierte Ffowcs Williams-Hawkings-(FW-H-)Gleichung, die Beschreibung einer akustischen Analogie.

## Leben
Ffowcs Williams hatte zwei Brüder. Als er fünf Jahre alt war, starb seine Mutter. Ohne Englischkenntnisse wurde er an eine Quäker-Schule nach North Yorkshire geschickt. Im Alter von 16 Jahren verließ er die Schule, um bei Rolls-Royce ein Maschinenbau-Praktikum zu absolvieren. Schon früh galt sein Interesse den Strömungsmaschinen. Seine weiteren Stationen waren u. a. die Universität Southampton, das Imperial College in London, wo er den Rolls-Royce Lehrstuhl für Theoretische Aeroakustik innehatte und die Universität Cambridge, wo er von 1972 bis zu seiner Emeritierung den Lehrstuhl für Ingenieurwissenschaften mit Schwerpunkt Akustik leitete. 1989 wurde er in die American Academy of Arts and Sciences gewählt.
Während seiner Lehrtätigkeit war es ihm stets besonders wichtig, die wissenschaftliche Forschung und Lehre an industriellen Problemen auszurichten. Er war daher stets auch industrienah tätig; z. B. gründete er die Cambridger Firma Topexpress Ltd., eine Beratergesellschaft, die sich speziell mit akustischen Problemen in der Technik beschäftigt, war leitender Berater von Rolls-Royce und Direktor des Schiffstechnik-Entwicklers VSEL plc.
Besondere Berühmtheit erlangte er in der Numerischen Aeroakustik durch die Formulierung einer auf die Theorie von Lighthill aufbauenden Akustischen Analogie, die es gestattet, von umströmten, beliebig bewegten Körpern erzeugten Schall auf eine Kombination von Monopol-, Dipol- und Quadrupolquellen zurückzuführen. Gewisse Bekanntheit erreichte er auch durch seine führende Rolle bei der Reduzierung der Geräuschentwicklung der Concorde-Triebwerke.